# Hegemonía Conservadora
La Hegemonía Conservadora u Oligarquía Conservadora fue un periodo histórico de Venezuela, el primero tras la separación de la Gran Colombia, y estuvo liderado por el Partido Conservador, que fue el partido hegemónico liderado por José Antonio Páez hasta el asalto al Congreso de Venezuela de 1848, donde el Partido Liberal tomó el control del poder.

## Segundo gobierno de José Antonio Páez

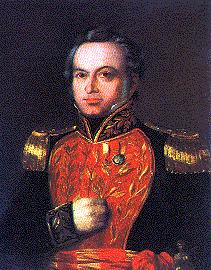
José Antonio Páez en 1838.

## Primer gobierno de José Antonio Páez
El primer gobierno de José Antonio Páez (1831-1835) fue el primer gobierno de la historia de Venezuela, después de que ésta se separara de la Gran Colombia debido al movimiento separatista llamado La Cosiata en el contexto posterior a la Guerra de Independencia.
Durante este se inauguraron el aparato judicial y legislativo de la recién creada república. Se sancionó la constitución de 1830.
La política exterior de Páez incluyó el Tratado Michelena-Pombo con Nueva Granada (actual Colombia).

## Gobierno de José María Vargas
El gobierno de José María Vargas fue electo a través de elecciones indirectas, siendo nombrado por el Congreso Nacional, y sucediendo al primer gobierno de José Antonio Páez en 1835. Fue el segundo gobierno constituido de la república, después de la separación de Venezuela de la Gran Colombia, y debería haber durado hasta 1839, pero no fue concluido.

## Segundo gobierno de Carlos Soublette
En las elecciones presidenciales de 1846 los conservadores intentaron hacer el primer fraude electoral en la historia de Venezuela, para evitar que el Partido Liberal ganara. Ramón Díaz Sánchez escribió al respecto: «A medida que discurren los días y se aproximan las elecciones primarias, preámbulo de las presidenciales, el ministro del Interior, Cobos Fuertes llevará hasta sus límites la batida contra los liberales. Depondrá con la misma drasticidad a los miembros de otros Concejos y en algunas regiones despojará a los adversarios de su derecho de sufragantes. Anulará sus trabajos. Les hará encarcelar. En San Juan de los Morros la Junta Electoral declara facciosos a los liberales. En Maracay la plancha de éstos es rechazada porque sus partidarios ostentan retratos de Guzmán "y allí no se va a votar por muñecos". En Villa de Cura se impide a un comerciante, de nombre Ezequiel Zamora, consignar su voto porque es uno de los más entusiastas guzmancistas».